# Tarka klarinétmadár
A tarka klarinétmadár (Myadestes coloratus) a madarak (Aves) osztályának verébalakúak (Passerifromes) rendjébe és a rigófélék (Turdidae) családjába tartozó faj.

## Rendszerezése
A fajt Edward William Nelson amerikai természettudós írta le 1912-ben.

## Előfordulása
Panama déli és Kolumbia északi részén honos. A természetes élőhelye szubtrópusi és trópusi hegyi esőerdők. Nem vonuló faj.

## Megjelenése
Átlagos testhossza 18 centiméter, testtömege 24-34 gramm.